# Camponotus obtritus
Camponotus obtritus é uma espécie de inseto do gênero Camponotus, pertencente à família Formicidae.